# میرکو کودینی
میرکو کودینی (انگلیسی: Mirko Cudini؛ زادهٔ ۱ سپتامبر ۱۹۷۳) بازیکن فوتبال اهل ایتالیا است.
از باشگاه‌هایی که در آن بازی کرده‌است می‌توان به باشگاه فوتبال پروجا، باشگاه فوتبال آسکولی، باشگاه فوتبال تورینو، باشگاه فوتبال سالرنیتانا، باشگاه فوتبال کالیاری، باشگاه فوتبال مونتسا، باشگاه فوتبال جنوآ، باشگاه فوتبال آولینو، و باشگاه فوتبال ویچنزا اشاره کرد.